# Żmija armeńska
Żmija armeńska (Montivipera raddei) – gatunek jadowitego węża z rodziny żmijowatych (Viperidae). Występuje w różnych częściach Armenii i Azerbejdżanu, w północno-zachodnim Iranie, północnym Iraku oraz na wschodnich terenach granicznych Turcji.

## Opis
Żmija armeńska jest wężem średniej wielkości i ma przeciętną długość od 70 do 90 cm, przy czym samice są większe niż samce i mogą osiągać rekordową wielkość 110 cm. Mają kolor brązowo-szary, jasnoszary, czarno-szary bądź gliniasty ze wzorem na plecach w kształcie zygzaka. Składa się on ze złączonych ze sobą, żółtych, pomarańczowo-żółtych lub czerwonawych plamek na plecach, które na rogach mogą być otoczone barwą czarną. Na poszczególnych stronach ciała występują także często ciemne plamki. Melaniczne osobniki nie są znane. Brzuch węża jest ciemno- bądź czarno-szary. Górna część głowy jest w tylnej części ciemno zabarwiona, znajdują się tam także dwie oddzielone plamki punktowe. Nad oczami aż po część ustną rozciąga się ciemna wstążka skroniowa. Głowa jest wąska i troszkę oddzielona od stosunkowo smukłego korpusu. Oczy posiadają pionowe źrenice.

## Występowanie
Żmiję armeńską można spotkać w Armenii, Azerbejdżanie, północno-zachodnim Iranie, północnym Iraku oraz na wschodnich terenach granicznych Turcji. Preferuje jasne lasy dębowe i kamieniste stoki górskie o wysokościach między 1200 a 3000 metrów.

## Tryb życia
Żmija armeńska jest aktywna przeważnie za dnia i jako wąż trzymający się podłoża raczej się ukrywa. Sen zimowy trwa w wypadku tego gatunku w zależności od wysokości, na której występuje, do 7 miesięcy. Odżywia się prawdopodobnie przede wszystkim małymi gryzoniami, jak myszy i szczury, oraz jaszczurkami i małymi ptakami, które uśmierca swoim jadem. Młode osobniki jedzą małe jaszczurki. Wąż jest żyworodny, za okres godowy tego węża przyjmuje się czas od kwietnia do lipca.

## Jad
Jad żmii armeńskiej jak w przypadku wszystkich osobników tego typu hemotoksyczny. Wymagane jest leczenie odpowiednią antytoksyną.

## Podgatunki
Wyróżniono dwa podgatunki M. raddei:
- M. raddei raddei
- M. raddei kurdistanica